# 1992 في سلوفاكيا
فيما يلي قوائم الأحداث التي وقعت خلال عام 1992 في سلوفاكيا.

## سياسة

### تعيين في المنصب
- 23 يونيو – إيفان غاشباروفيتش عضو المجلس الوطني في سلوفاكيا.

## مواليد

### ديسمبر
- 22 ديسمبر – ميكايلا أونتشوفا لاعبة كرة مضرب سلوفاكية.

## وفيات

### نوفمبر
- 7 نوفمبر – ألكسندر دوبتشيك (مواليد 1921)